# Parapolski Dol

Parapolski Dol (en russe : Парапольский дол) est un fossé tectonique au nord du kraï du Kamtchatka, à l'est de la Russie. Situé entre la baie de l'Anadyr et le golfe de la Penjina, il sépare l'ensemble Kamtchatka-Koriak des reliefs de la Sibérie nord-orientale. 
Cette dépression, longue de 425 km, sépare les monts de la Penjina des monts Koriaks. Elle est située à une altitude comprise entre 50 et 200 mètres. Les parties planes de la Parapolski Dol sont marécageuses et contiennent de nombreux petits lacs. Sur les pentes poussent principalement de toundra, et en particulier le pin nain de Sibérie.
Le nom de Parapolski Dol provient vraisemblablement du Tchouktche et signifie « matières grasses, épaisses », en référence aux zones d'alimentation abondantes pour les cerfs, situés dans la vallée.
Parapolski Dol fait partie de la réserve naturelle Koriak, elle est inscrite sur la liste des zones humides protégées par la convention de Ramsar et compte l'une des plus grandes diversités d'oiseaux en Asie.